# IMSA スポーツカー選手権
IMSA スポーツカー選手権は、アメリカの国際モータースポーツ協会（IMSA）が主催し、アメリカとカナダで行われるスポーツカーレースシリーズである。以前のアメリカン・ル・マン・シリーズ（ALMS）と、ロレックス・スポーツカー・シリーズ（通称：グランダム・シリーズ）の2つのシリーズが統合され、2014年より開催されている。
当初のシリーズ名は、ユナイテッド・スポーツカー選手権で、腕時計メーカー、ロレックスのブランド、チュードルが2014年、2015年のタイトルスポンサーになった。その後2016年にシリーズ名が、IMSA スポーツカー選手権に変更され、同年からは自動車アクセサリーメーカー、ウェザーテックがタイトルスポンサーを務めている。現在の公式名称は、IMSA ウェザーテック・スポーツカー選手権（IMSA WeatherTech SportsCar Championship、略称：IWSC）となった。

## 歴史

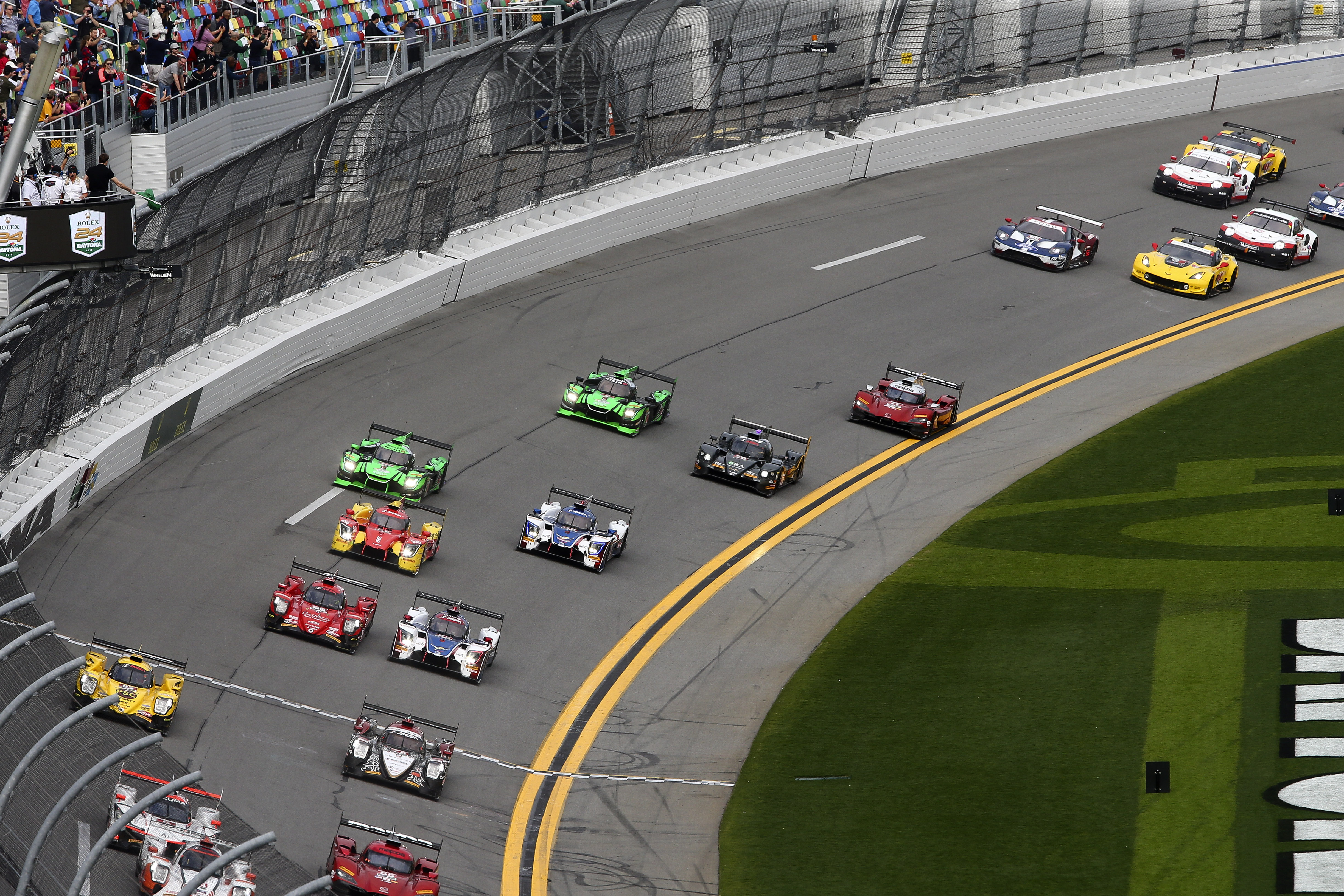
デイトナ24時間レース（2018年）

2012年9月5日、グランダム・ロードレーシングが、ブラセルトンを本拠地とするIMSAと、2014年から統合することが発表された。2012年11月20日、統合委員会としてSMEブランディングが選ばれ、SMEが新しいシリーズの名称とロゴとスローガンを構想することが発表された。
2013年1月8日、統合後の新しいシリーズでの暫定的なクラス区分が発表された。グランダム・シリーズのデイトナ・プロトタイプとアメリカン・ル・マン・シリーズのル・マンプロトタイプ2（LMP2）が統合されて単一のクラスとされ、ユニークなデザインのデルタウイングも、この新しいクラスで出走可能とした。ALMSから継続するル・マン・プロトタイプ・チャレンジ（LMPC）クラスも、グランダムと提携するコンチネンタルにタイヤを履き替えることを条件に認められた。ALMSのGTクラスは変更なく残るが、グランダムのGTクラスは変更され、ALMSのGTCカテゴリーに組み入れられることとなった。ALMSのP1カテゴリーは消滅することになった。
2013年3月14日、セブリング12時間レースの2日前、セブリング・インターナショナル・レースウェイにあるシャトー・エラン・ホテル・アンド・カンファレンスセンターで、新シリーズでの開催スケジュールが明らかにされた。グランダムCEOのエド・ベネットが新シリーズの5つのクラスの名称を明らかにすると、ALMSのCEOのスコット・アサートンがIMSAが運営組織として残る旨を発表した。SMEブランディングのシニア・パートナーのエド・オハラが、ユナイテッド・スポーツカー・レーシングという新シリーズ名とロゴを発表した。
2013年9月12日、ロレックスのチュードルブランドがシリーズの名称についてネーミングライツ契約を結び、（ユナイテッド・スポーツカー・レーシングというそれまでの名称を上書きする形で）ユナイテッド・スポーツカー選手権と名付けられたシリーズ名称に、冠スポンサー名を付けることを発表した。

## クラス区分
現在のユナイテッド・スポーツカー選手権は、2つのスポーツプロトタイプカテゴリーと2つのグランド・ツアラーカテゴリーを特色とする4つの異なるクラスから成る。

### グランドツーリング・プロトタイプ（GTP）

GTPクラス ロゴ

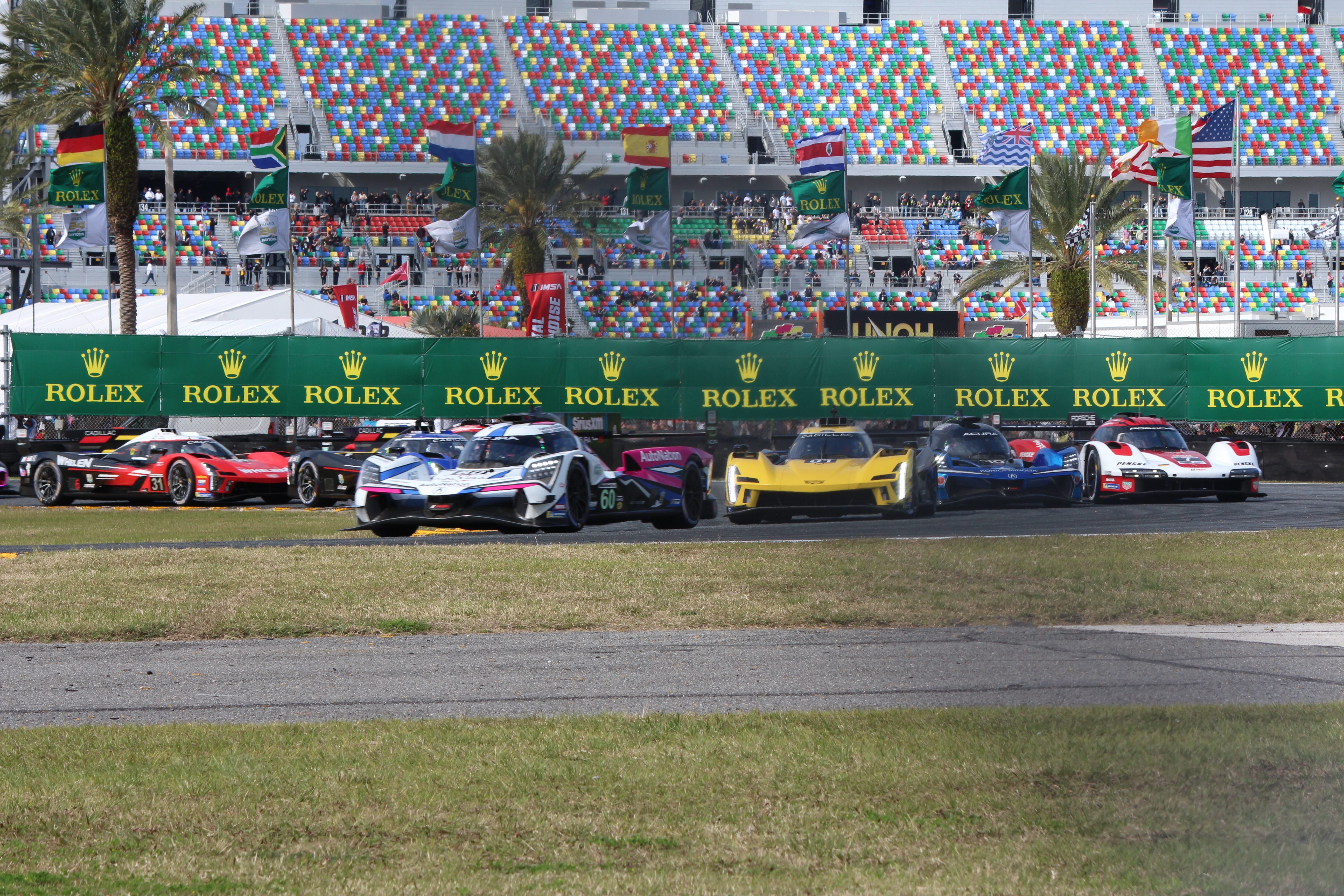
GTPクラス（2023年デイトナ24時間）

2023年からDPiの後継となる、LMDh規定のクラス。クラス名称は、かつてIMSAで1981年 - 1993年に行われていたプロトタイプカーのカテゴリ名を受け継いでいる。
ル・マン・ハイパーカー（LMH）と異なり、シャシーコンストラクターはフランス西部自動車クラブ (ACO) が指定した4社（オレカ、リジェ、ダラーラ、マルチマティック）のみ、ハイブリッドシステムやギアボックスはワンメイクとされるなど、コストダウンのための施策がいくつか導入されている。LMH車両も性能調整を受けた上で参戦が可能とされており、2023年の開幕時点ではLMH車両のエントリーは無かったが、2025年からアストンマーティン・ヴァルキリーが参戦する。

### ル・マン・プロトタイプ2（LMP2）
ル・マン・プロトタイプ2（LMP2）で、2019年に独立し導入されたクラス。コンストラクターはACOの指定の4社（オレカ、リジェ、ダラーラ、マルチマティック）、エンジンはギブソンのワンメイクとなる。

### GTデイトナ・プロ（GTD Pro）
GTLMに変わって2022年に新設されたクラス。マシンは従来のGTDクラスのものと同様にFIA GT3車両をベースとするが、いわゆるワークス・チームの参戦が可能になっている点が大きな違い。ドライバーのクラス制限は無し。BoPによる性能調整も、GTD ProクラスとGTDクラスでは独立して行われる。

### GTデイトナ（GTD）
グランダムGTクラスとGXクラスに、ポルシェ・911 GT3カップの出走車に適用されていたアメリカン・ル・マン・シリーズのGTCクラスを統合し、国際自動車連盟（FIA）のグループGT3の仕様を基に作られたクラス。2016年以降はポルシェのカップカーは廃止され、GT3のみが参戦可能となっている。チームに少なくとも1人のシルバーまたはブロンズドライバーが必要。
タイヤは全クラスミシュランのワンメイク。年間いくつかのレースは限定したクラスでしか出走できない。

### 過去に存在したクラス
プロトタイプ・チャレンジ （PC）
アメリカン・ル・マン・シリーズからそのまま移行されたクラスで、オレカの製作したシャシー、FLM09にシボレーから供給されたV8自然吸気エンジンと、コンチネンタルのタイヤを装着させたワンメイクのプロトタイプレーシングカーのクラス。オープントップの安全性の問題が提起されたこともあり、2017年をもって廃止が決定された。
GTル・マン （GTLM）
アメリカン・ル・マン・シリーズのGTクラスが継続して残されたもので、フランス西部自動車クラブ（ACO）のLM-GTE仕様のマシンのクラス。当初は唯一タイヤがマルチメイクでマニュファクチャラー選手権の設定もあり、2014年、2015年とミシュランが獲得した。その後、ファルケンタイヤの撤退で事実上ミシュランのワンメイクになった為、2015年終了を持って正式にワンメイク化された。参戦メーカー数の減少に伴い、2021年をもって廃止。
デイトナ・プロトタイプ・インターナショナル （DPi）
シリーズのフラッグシップだったクラスで、2014年のレギュレーションにより、グランダム・ロード・レーシングのDP（デイトナ・プロトタイプ）とアメリカン・ル・マン・シリーズのLMP2（ル・マン・プロトタイプ2）が統合されたものに、デルタウイングのような特認車の出走枠を加えたクラス。2017年以降DPは、LMP2シャシーをメーカーが改造するDPi（デイトナ・プロトタイプ・インターナショナル）に生まれ変わった。2019年よりLMP2と分離したため、DPiが最高峰クラスとなった。2023年に上記GTPクラスへ移行するため、2022年限りで終了した。
ル・マン・プロトタイプ3（LMP3）
ル・マン・プロトタイプ3（LMP3）で、2021年より導入されたクラス。プラチナにカテゴライズされるドライバーは参戦できない。コンストラクターはACOの指定で、リジェ、ジネッタ、デュケーヌ、アデスの4社。エンジンは日産・VK56がワンメイクで使用される。2023年限りで廃止された。

## ポイントシステム
選手権ポイントは、各イベントの終了時に各クラスに付与される。予選とレースの順位に応じて、下表のようにポイントが付与される。
| 順位   | 1   | 2   | 3   | 4   | 5   | 6   | 7   | 8   | 9   | 10  | 11  | 12  | 13  | 14  | 15  | 16  | 17  | 18  | 19  | 20  | 21  | 22 | 23 | 24 | 25 | 26 | 27 | 28 | 29 | 30 |
| ------ | --- | --- | --- | --- | --- | --- | --- | --- | --- | --- | --- | --- | --- | --- | --- | --- | --- | --- | --- | --- | --- | -- | -- | -- | -- | -- | -- | -- | -- | -- |
| 予選   | 35  | 32  | 30  | 28  | 26  | 25  | 24  | 23  | 22  | 21  | 20  | 19  | 18  | 17  | 16  | 15  | 14  | 13  | 12  | 11  | 10  | 9  | 8  | 7  | 6  | 5  | 4  | 3  | 2  | 1  |
| レース | 350 | 320 | 300 | 280 | 260 | 250 | 240 | 230 | 220 | 210 | 200 | 190 | 180 | 170 | 160 | 150 | 140 | 130 | 120 | 110 | 100 | 90 | 80 | 70 | 60 | 50 | 40 | 30 | 20 | 10 |

ドライバーズポイント
ポイントは、各イベントの終了時に各クラスに付与される。
チームポイント
チームポイントは、ドライバーズポイントと同じ方法で計算される。エントリーされた各車両は、単一のエントリーであるか2台のチームの一部であるかに関係なく、独自の「チーム」と見なされる。
マニュファクチャラーポイント
IMSAが認定するマニュファクチャラー選手権は以下の通り。
グランドツーリング・プロトタイプ （GTP）：エンジン及びボディーワーク製作のメーカー
GTデイトナ・プロ （GTD Pro）：自動車メーカー
GTデイトナ（GTD）：自動車メーカー
各マニュファクチャラーは、各クラスで最高位を達成した車両に対してポイントを受け取る。同じメーカーの次の順位の車両は考慮されず、他のメーカーの順位が繰り上がる。
例：メーカーAが1位と2位で終了し、メーカーBが3位で終了した。この場合、メーカーAは1位のポイントのみを受け取り、メーカーBは2位のポイントを受け取る。

## ミシュラン・エンデュランス・カップ
本シリーズの中でも、レース時間が長く耐久レース色の強い、デイトナ24時間 / セブリング12時間 / ワトキンズ・グレン6時間 / プチ・ル・マンの4レースについては、「ミシュラン・エンデュランス・カップ（Michelin Endurance Cup）」の名称で別途選手権がかけられている。クラス分けはメインシリーズと同じだが、ポイントシステムがやや独特で、フィニッシュ時以外にレースの途中経過に対してポイントが与えられる。2014年から2018年まで、この選手権はパトロン北米耐久カップと呼ばれていた。
ポイントは、ドライバー、チーム、メーカーに5-4-3-2点の順で付与される。各インターバルの1位は5ポイント、2位は4ポイント、3位は3ポイントを獲得し、4位以降には2ポイントが与えられる。デイトナ24時間は6時間、12時間、18時間、ゴール時。セブリング12時間は4時間、8時間、ゴール時。ワトキンスグレン6時間は、3時間とゴール時。プチ・ル・マン（10時間）は4時間、8時間、ゴール時に付与される。
シーズン中のチームチャンピオンシップと同様に、チームポイントは各車に付与され、ドライバーは運転する全ての車でポイントを獲得する。メーカーポイントは、シーズン中のメーカーチャンピオンシップと同様に、そのメーカーの最高位の車に割り当てられる（ポイントシステム参照）。
| ポジション | 1位 | 2位 | 3位 | 4位以降 |
| ---------- | --- | --- | --- | ------- |
| レース     | 5   | 4   | 3   | 2       |

## サーキット
| サーキット                                   | 開催年              |
| -------------------------------------------- | ------------------- |
| カナディアンタイヤ・モスポート・パーク       | 2014年 - 19,22年 -  |
| サーキット・オブ・ジ・アメリカズ             | 2014年 - 2017年     |
| デイトナ・インターナショナル・スピードウェイ | 2014年 -            |
| デトロイト・ベル・アイル・パーク             | 2014年 - 19,21,22年 |
| インディアナポリス・モーター・スピードウェイ | 2014年,2023年       |
| カンザス・スピードウェイ                     | 2014年              |
| マツダ・レースウェイ・ラグナ・セカ           | 2014年 -            |
| ライム・ロック・パーク                       | 2015年 - 19,21年 -  |
| ロングビーチ市街地コース                     | 2014年 - 19,21年 -  |
| ロード・アメリカ                             | 2014年 -            |
| ロード・アトランタ                           | 2014年 -            |
| セブリング・インターナショナル・レースウェイ | 2014年 -            |
| バージニア・インターナショナル・レースウェイ | 2014年 -            |
| ワトキンズ・グレン・インターナショナル       | 2014年 - 19,21年 -  |
| ミッドオハイオ・スポーツカーコース           | 2018年 - 2022年     |

## 歴代チャンピオン

### ドライバー部門
| 年   | プロトタイプ                                          | プロトタイプ                                          | プロトタイプ・チャレンジ                          | GTLM                                          | GTD                                                 |
| ---- | ----------------------------------------------------- | ----------------------------------------------------- | ------------------------------------------------- | --------------------------------------------- | --------------------------------------------------- |
| 2014 | ジョアン・バルボーザ クリスチャン・フィッティパルディ | ジョアン・バルボーザ クリスチャン・フィッティパルディ | ジョン・ベネット コリン・ブラウン                 | クノ・ウィットマー                            | デイン・キャメロン                                  |
| 2015 | ジョアン・バルボーザ クリスチャン・フィッティパルディ | ジョアン・バルボーザ クリスチャン・フィッティパルディ | ジョン・ベネット コリン・ブラウン                 | パトリック・ピレ                              | タウンゼント・ベル ビル・スウィードラー             |
| 2016 | デイン・キャメロン エリック・カラン                   | デイン・キャメロン エリック・カラン                   | アレックス・ポポウ レンガー・ヴァン・デル・ザンデ | オリバー・ギャビン トミー・ミルナー           | アレッサンドロ・バルザン クリスティーナ・ニールセン |
| 2017 | ジョーダン・テイラー リッキー・テイラー               | ジョーダン・テイラー リッキー・テイラー               | ジェームス・フレンチ パトリシオ・オワード         | アントニオ・ガルシア ヤン・マグヌッセン       | アレッサンドロ・バルザン クリスティーナ・ニールセン |
| 年   | プロトタイプ                                          | プロトタイプ                                          |                                                   | GTLM                                          | GTD                                                 |
| 2018 | エリック・カラン フェリペ・ナスル                     | エリック・カラン フェリペ・ナスル                     | アントニオ・ガルシア ヤン・マグヌッセン           | ブライアン・セラーズ マディソン・スノー       |                                                     |
| 年   | DPi                                                   | LMP2                                                  | GTLM                                              | GTD                                           |                                                     |
| 2019 | デイン・キャメロン ファン・パブロ・モントーヤ         | マット・マクマリー                                    | アール・バンバー ローレンス・ヴァントール         | マリオ・ファーンバッハー トレント・ヒンドマン |                                                     |
| 2020 | エリオ・カストロネベス リッキー・テイラー             | パトリック・ケリー                                    | アントニオ・ガルシア ジョーダン・テイラー         | マリオ・ファーンバッハー マット・マクマリー   |                                                     |
| 年   | DPi                                                   | LMP2                                                  | LMP3                                              | GTLM                                          | GTD                                                 |
| 2021 | ピポ・デラーニ フェリペ・ナスル                       | ミケル・イェンセン ベン・キーティング                 | ガー・ロビンソン                                  | アントニオ・ガルシア ジョーダン・テイラー     | ザカリー・ロビション ローレンス・ヴァントール       |
| 年   | DPi                                                   | LMP2                                                  | LMP3                                              | GTD Pro                                       | GTD                                                 |
| 2022 | トム・ブロンクビスト オリバー・ジャービス             | ジョン・ファラノ                                      | ジョン・ベネット コリン・ブラウン                 | マット・キャンベル マシュー・ジャミネット     | ロマン・デ・アンジェリス                            |
| 年   | GTP                                                   | LMP2                                                  | LMP3                                              | GTD Pro                                       | GTD                                                 |
| 2023 | ピポ・デラーニ アレクサンダー・シムズ                 | ポール＝ルゥ・シャタン ベン・キーティング             | ガー・ロビンソン                                  | ベン・バーニコート ジャック・ホークスワース   | ブライアン・セラーズ マディソン・スノー             |
| 年   | GTP                                                   | LMP2                                                  |                                                   | GTD Pro                                       | GTD                                                 |
| 2024 | デイン・キャメロン フェリペ・ナスル                   | ニック・ブール トム・ディルマン                       | ラウリン・ハインリヒ                              | フィリップ・エリス ラッセル・ウォード         |                                                     |

### チーム部門
| 年   | プロトタイプ                                                     | プロトタイプ                                                       | プロトタイプ・チャレンジ                     | GTLM                                                             | GTD                                |
| ---- | ---------------------------------------------------------------- | ------------------------------------------------------------------ | -------------------------------------------- | ---------------------------------------------------------------- | ---------------------------------- |
| 2014 | #5 アクション・エクスプレス・レーシング                          | #5 アクション・エクスプレス・レーシング                            | #54 コア・オートスポーツ                     | #93 SRTモータースポーツ                                          | #94 ターナー・モータースポーツ     |
| 2015 | #5 アクション・エクスプレス・レーシング                          | #5 アクション・エクスプレス・レーシング                            | #54 コア・オートスポーツ                     | #911 ポルシェ・ノースアメリカ                                    | #63 スクーデリア・コルサ           |
| 2016 | #31 アクション・エクスプレス・レーシング                         | #31 アクション・エクスプレス・レーシング                           | #8 スターワークス・モータースポーツ          | #4 コルベット・レーシング                                        | #63 スクーデリア・コルサ           |
| 2017 | #10 ウェイン・テイラー・レーシング                               | #10 ウェイン・テイラー・レーシング                                 | #38 パフォーマンス・テック・モータースポーツ | #3 コルベット・レーシング                                        | #63 スクーデリア・コルサ           |
| 年   | プロトタイプ                                                     | プロトタイプ                                                       |                                              | GTLM                                                             | GTD                                |
| 2018 | #31 ウェレン・エンジニアリング・レーシング                       | #31 ウェレン・エンジニアリング・レーシング                         | #3 コルベット・レーシング                    | #48 ポール・ミラー・レーシング                                   |                                    |
| 年   | DPi                                                              | LMP2                                                               | GTLM                                         | GTD                                                              |                                    |
| 2019 | #6 アキュラ・チーム・ペンスキー                                  | #52 PR1/マティアセン・モータースポーツ                             | #912 ポルシェ・GTチーム                      | #86 メイヤー・シャンク・レーシング ウィズ カーブ・アガジャニアン |                                    |
| 2020 | #7 アキュラ・チーム・ペンスキー                                  | #52 PR1/マティアセン・モータースポーツ                             | #3 コルベット・レーシング                    | #86 メイヤー・シャンク・レーシング ウィズ カーブ・アガジャニアン |                                    |
| 年   | DPi                                                              | LMP2                                                               | LMP3                                         | GTLM                                                             | GTD                                |
| 2021 | #31 ウェレン・エンジニアリング・レーシング                       | #52 PR1/マティアセン・モータースポーツ                             | #74 ライリー・モータースポーツ               | #3 コルベット・レーシング                                        | #9 パフ・モータースポーツ          |
| 年   | DPi                                                              | LMP2                                                               | LMP3                                         | GTD Pro                                                          | GTD                                |
| 2022 | #60 メイヤー・シャンク・レーシング ウィズ カーブ・アガジャニアン | #8 タワー・モータースポーツ                                        | #54 コア・オートスポーツ                     | #9 パフ・モータースポーツ                                        | #27 ハート・オブ・レーシングチーム |
| 年   | GTP                                                              | LMP2                                                               | LMP3                                         | GTD Pro                                                          | GTD                                |
| 2023 | #31 ウェレン・エンジニアリング・レーシング                       | #52 PR1/マティアセン・モータースポーツ                             | #74 ライリー・モータースポーツ               | #14 バッサー・サリバン・レーシング                               | #1 ポール・ミラー・レーシング      |
| 年   | GTP                                                              | LMP2                                                               |                                              | GTD Pro                                                          | GTD                                |
| 2024 | #7 ポルシェ・ペンスキー・モータースポーツ                        | #52 インター・ユーロポル・バイ・PR1/マティアセン・モータースポーツ | #77 AOレーシング                             | #57 ウインワード・レーシング                                     |                                    |

### マニュファクチャラー部門
| 年   | プロトタイプ | GTLM     | GTD            |
| ---- | ------------ | -------- | -------------- |
| 2014 | シボレー     | ポルシェ | ポルシェ       |
| 2015 | シボレー     | ポルシェ | フェラーリ     |
| 2016 | シボレー     | シボレー | アウディ       |
| 2017 | キャデラック | シボレー | フェラーリ     |
| 2018 | キャデラック | フォード | ランボルギーニ |
| 年   | DPi          | GTLM     | GTD            |
| 2019 | アキュラ     | ポルシェ | ランボルギーニ |
| 2020 | アキュラ     | シボレー | アキュラ       |
| 2021 | キャデラック | シボレー | ポルシェ       |
| 年   | DPi          | GTD Pro  | GTD            |
| 2022 | アキュラ     | ポルシェ | BMW            |
| 年   | GTP          | GTD Pro  | GTD            |
| 2023 | キャデラック | レクサス | BMW            |
| 2024 | ポルシェ     | ポルシェ | メルセデスAMG  |